# Delilah
Paloma Ayana Stoecker, bedre kendt som Delilah, er en pop-/electronicasanger fra Storbritannien. Hendes debutsingle "Go" udkom officielt d. 25. september 2011 og blev efterfulgt af debutalbummet From The Roots Up d. 30. juli 2012 på Atlantic Records.